# Robert Benchley

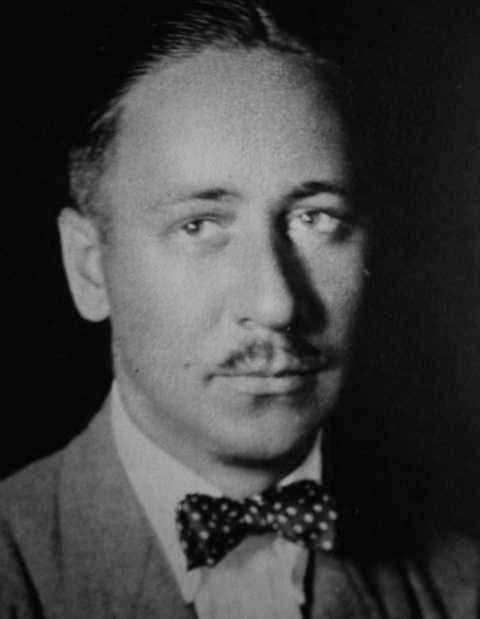
Robert Benchley (ca 1920).

Robert Benchley, född 15 september 1889 i Worcester, Massachusetts, död 21 november 1945 i New York, var en amerikansk journalist, manusförfattare och skådespelare.
Benchley tog 1912 examen från Harvard University och verkade därefter som journalist vid olika tidningar, 1920-1929 var han teaterredaktör för Life. Benchley författade och medverkade i en mängd filmmanus och spelade även ett flertal komiska roller på film, men spelade däremot aldrig teater. För Metro författade, regisserade och spelade han en serie kortfilmer, av vilka Konsten att sova (How to sleep) vann en Oscar 1936 som bästa amerikanska kortfilm.